# Herbert Buhtz
Herbert Buhtz (født 12. april 1911 i Koblenz, død 7. juni 2006 i Berlin) var en tysk roer.
Buhtz roede for Berlin RC og roede oprindeligt dobbeltsculler sammen med Gerhard von Düsterlho, men de to blev alvorligt uvenner inden OL 1928 og kom dermed ikke med til disse lege. De to fandt dog sammen igen og blev tyske mestre i dobbeltsculleren i 1929 og 1930, og Buhtz blev tysk mester i singlesculler i 1931. I 1932 skiftede han von Düsterlho ud med Gerhard Boetzelen, og den nydannede konstellation vandt det tyske mesterskab samme år.
Buhtz og Boetzelen blev derpå udtaget til OL 1932 i Los Angeles, hvor der kun var fem både til start i dobbeltsculler. I indledende heat blev de to tyskere besejret af amerikanerne Ken Myers og William Garrett Gilmore, men vandt opsamlingsheatet. I finalen var amerikanerne igen klart hurtigst og vandt en sikker sejr, mens Buhtz og Boetzelen fik sølv, da de var tilsvarende hurtigere end canadierne Ned Pratt og Noël de Mille, der fik bronze. Buhtz, der havde vundet singlesculler ved Henley Royal Regatta samme år, skulle også have roet singlesculler ved legene, men måtte opgive at stille op på grund af sygdom.
I 1933 blev Buhtz tysk mester i firer med styrmand, og i 1934 genvandt han Henley-sejren i singlesculler. Han blev tysk mester i singlesculler i 1935, inden han skiftede til otteren, hvor han var med til at blive europamester i 1937 og 1938.
Buhtz, der civilt arbejdede som tandlæge, rejste i 1951 til Brasilien for at fungere som rotræner, men han vendte senere tilbage til Berlin. Efter anden verdenskrig var han også med til at genopbygge sin klub, Berlin RC, og han var formand for klubben i en periode. Han var desuden træner i klubben fra 1958 og blev senere æresmedlem af Berlin RC.

## OL-medaljer
- 1932:  Sølv i dobbeltsculler